# Diem (криптовалюта)
Diem (ранее Libra и Facebook Coin) — платёжная система на базе криптовалюты. Проект инициирован Meta, к которому присоединились ещё 27 компаний. Предполагается, что курс Diem будет определяться на основе валютной корзины из доллара, евро, иены и фунта стерлингов. Обеспечением занимается фонд Diem Association в Женеве. Официальная презентация проекта Diem (в то время Libra) состоялась 18 июня 2019 года.

## История
Весной 2018 года Марк Цукерберг, основатель Facebook, объявил о создании подразделения, посвященной блокчейну. Он пригласил Дэвида Маркуса (бывшего президента PayPal и бывшего руководителя Facebook Messenger) в качестве руководителя и около пятидесяти человек для работы над проектом.

### Разработка проекта Facebook Coin
30 января 2019 года основатель Facebook подчеркивает важность интеграции системы оплаты со службой обмена сообщениями Facebook Messenger.
Facebook Coin должен был позволить использовать для платежей и денежных переводов через мессенджеры WhatsApp и Facebook Messenger во всех странах присутствия Facebook.
В отличие от биткойна, цена Facebook Coin не будет подвержена значительным колебаниям, поскольку есть финансовые средства для обеспечения стоимости Facebook Coin в валюте, хранящейся на банковских счетах Facebook. Кроме того, Facebook Coin должен был быть обеспечен сразу несколькими валютами (евро и доллар), что обеспечит дополнительную стабильность.
Предполагается, что новая криптовалюта будет представлять минимальный интерес для спекулянтов, и максимальный — для общества, находящегося в поисках стабильности.
Преимущество Facebook заключается в том, что платформа потенциально может рассчитывать на вовлечение миллионов пользователей с помощью мессенджеров WhatsApp (1,5 миллиарда пользователей), Messenger (1,3 миллиарда) и Instagram (1 миллиард).
Кроме того, Facebook планирует объединить различные приложения для обмена сообщениями в одно. Основная задача — сделать так, чтобы пользователям было проще общаться и обеспечить безопасный протокол шифрования. Такой симбиоз пойдёт на пользу криптовалюте, она станет доступней для пользователей во всём мире.
С февраля 2018 года в Индии проводилась проверка с участием одного миллиона человек через дематериализованную платёжную платформу индийского банковского сектора «Единый интерфейс оплаты» (UPI).
Messenger уже имеет функцию оплаты с 2015 года, но сервис сталкивается с неудобствами банковской системы: транзакции могут занять до 5 дней, включая доступ к счёту и работу нескольких посредников. Таким образом, криптовалюта Facebook сделает процесс мгновенным и заменит банковских провайдеров.

### Анонс проекта Libra в июне 2019 года
В июне 2019 года Марк Цукерберг более подробно представил «Либру» как новое наименование Facebook Coin. Транзакции будут проходить по технологии блокчейна с приватной сетью, но сама валюта будет поддерживаться корзиной традиционных валют, которая должна придать ей некоторую стабильность. «Либру» можно будет купить за любую валюту и использовать для расчётов в интернете, как в обычных магазинах. Система может принести продавцам сниженную комиссию. Валюта будет выпущена некоммерческой ассоциацией, базирующейся в Швейцарии.
В проекте участвуют двадцать семь партнёров, включая игроков в секторе платёжных и интернет-транзакций, таких как Uber, а также Spotify и Iliad. Вместе с тем PayPal, а также Visa, MasterCard, Stripe и eBay успели уже покинуть проект.

### Запуск проекта
В ноябре 2019 года представители Libra Association сообщили об успешном тестовом запуске основной сети проекта. На момент запуска сети она являлась полной копией будущей основной сети, была развёрнута на базе семи активных нод и в ней было зарегистрировано свыше 51 тысячи транзакций.

##### Ассоциация Libra
Ассоциация Libra зарегистрирована в Швейцарии, по состоянию на конец июля 2020 года в неё входят 27 компаний. Основными задачами являются контроль работы компании и ответственность за разработку криптовалюты Libra.
Основатели проекта также утверждают, что ассоциация Libra является залогом децентрализации криптовалюты. Марк Цукерберг так прокомментировал данный факт:
Он [блокчейн] децентрализован — значит управляют блокчейном много разных организаций, а не одна. Это делает систему более справедливой.
При этом Facebook проводит жёсткий отбор претендентов на членство в ассоциации Libra исходя из своих собственных предпочтений, и каждый кандидат должен заплатить взнос в размере 10 млн долларов.
Предполагается, что в ассоциацию Libra войдёт 100 членов-участников, каждый из которых будет владеть 1 голосом, что составит 1 %.
Самые известные компании, которые на данный момент подтвердили своё членство в ассоциации Libra: Andreessen Horowitz, Coinbase, Novi/Facebook, Shopify, Spotify, Uber, Xapo.
Ряд компаний, которые ранее входили в ассоциацию Libra, заявили о своем выходе. В октябре 2019 года ушли шесть самых крупных — PayPal, Visa, MasterCard, Stripe, eBay, Booking и Mercado Libre, а в январе 2020 года — Vodafone.

## Аналогичные проекты
Пользователям из развивающихся стран может быть трудно открыть традиционный банковский счёт или совершить покупку через Интернет. Поэтому мессенджеры — это новый способ предоставления финансовых услуг населению за рамками глобальной финансовой системы.
В настоящее время на этом рынке лидирует Китай, где для электронных платежей используется Tencent через WeChat. Это мобильное приложение позволяет пользователям Интернета общаться в чате, покупать авиа- и железнодорожные билеты, оплачивать покупки и поездки на такси. Отличие от Libra заключается в том, что в случае с Tencent, контроль принадлежит китайскому правительству.
Telegram, мессенджер с 180 миллионами пользователей, планировал запустить собственную блокчейн-платформу Gram. Планировалось, что пользователи смогут избежать комиссии за перевод. 12 мая 2020 года компания отказалась от этих планов

## Конкуренция с традиционными валютами
По словам Полин Адам-Кальфон, партнёра PwC France, центральные банки заинтересованы в том, чтобы Facebook запустил тестирование криптовалюты, прежде чем запускать свои. Это позволит им определить риски, связанные с выпуском цифровой валюты. При этом министр финансов Франции Брюно Ле Мэр высказался за полный запрет Diem на территории еврозоны из-за рисков для государственного суверенитета многих стран. Приблизительно такое же мнение выразили его коллеги из Германии и США.